# Malloa
Malloa é uma comuna da província de Cachapoal, localizada na Região de O'Higgins, Chile. Possui uma área de 112,6 km² e uma população de 12.872 habitantes (2002).